# James Zollar
James Delano Zollar (* 24. Juli 1959 in Kansas City, Missouri) ist ein amerikanischer Jazztrompeter und Flügelhornist.

## Leben und Wirken
Zollar studierte nach der Highschool am San Diego City College und anschließend an der University of California in San Diego. Gleichzeitig spielte er in diversen Funk- und Jazzbands und leitete ein eigenes Quintett. 1972 zog Zollar nach San Francisco und studierte dort bei Woody Shaw Improvisation. 1984 kam er nach New York City, spielte in der Band von Cecil McBee und wirkte in den 1990er Jahren bei mehreren Bigband-Projekten von David Murray mit, (David Murray Big Band Conducted by Lawrence „Butch“ Morris (1991) und noch 1996 in Dark Star); 1992 gehörte er der Bigband von Joe Haider/Bert Joris an. 1998 arbeitete er mit Sam Rivers (Inspiration); 1999 spielte er in Zürich in der Formation J.M. Rhythm Four von Jürg Morgenthaler und spielte in der Bigband von Tom Harrell (Time’s Mirror). Ende der 1990er Jahre wirkte er außerdem an mehreren Projekten des Klarinettisten Don Byron mit (Bug Music, You Are #6) 1997 erschien sein erstes Album unter eigenem Namen, Souring with Bird, auf dem Label Naxos Jazz. James Zollar arbeitete außerdem mit Jon Faddis und dem Carnegie Hall Jazz Orchestra, mit Wynton Marsalis und dem The Lincoln Center Jazz Orchestra. 
Zollar hat einen Auftritt in Robert Altmans Film Kansas City. Zollar verwendet in seiner Musik den plunger-Effekt der frühen Trompeter des Duke Ellington Orchestra, in dessen Nachfolge-Bands er auch spielte. Weitere Auftritte hatte er in Madonnas Musikvideo My Baby’s Got a Secret und in Malcolm D. Lees Film The Best Man.